# ZNC
ZNC는 IRC 네트워크 바운서(BNC)이다. 실제 IRC 서버로부터 클라이언트나 선택된 채널로부터 detach할 수 있다. 각기 다른 위치의 여러 클라이언트가 하나의 ZNC 계정에 동시 접속할 수 있기 때문에 IRC에서 이와 동일한 별명으로 등장하였다. SSL 보안 연결과 IPv6를 지원한다.